# Дръмбой
Дръмбой (още драмбой) е музикален перкусионен инструмент от групата на металните лабиални инструменти. Представлява метална пластина, при която устата служи за резонатор. Свирещият захапва тясната част на инструмента със зъби и привежда в трептене стърчащото вън от устата му езиче, чрез удари на палеца на дясната ръка. В България е познат от XVIII век, известен и като бръмбазък, бръмчило, дръндар, комар. Вариант на дръмбой е инструментът кубинг, който се използва във филипинската музика.
Инструментът произхожда от Индия, а в Европа е познат от началото на XIV век.
На името на инструмента е кръстен и проектът „Дръмбой“ на дуета Стоян Янкулов и Елица Тодорова от 2005 г. 